# Siim Liivik
Siim Liivik (* 14. Februar 1988 in Paide, Estnische SSR) ist ein ehemaliger finnisch-estnischer Eishockeyspieler.

## Karriere
Siim Liivik begann seine Karriere als Eishockeyspieler in der Nachwuchsabteilung von HIFK Helsinki, in der er bis 2007 aktiv war. Anschließend spielte er ein Jahr lang für die Waterloo Black Hawks in der nordamerikanischen Juniorenliga United States Hockey League, nachdem er zu Beginn der Saison 2007/08 zwei Spiele für die finnische U20-Nationalmannschaft in der Mestis, der zweiten finnischen Spielklasse, bestritten hatte. In der Saison 2008/09 gab der Flügelspieler sein Debüt für die Profimannschaft von HIFK in der SM-liiga. In seinem Rookiejahr erzielte er dabei in insgesamt 60 Spielen je fünf Tore und fünf Vorlagen. In der Saison 2010/11 gewann er mit seiner Mannschaft den finnischen Meistertitel. Zu diesem Erfolg trug er mit 21 Scorerpunkten, davon sechs Tore, in insgesamt 69 Spielen bei. Parallel zum Spielbetrieb mit HIFK kam er zwischen 2009 und 2012 zu mehreren Einsätzen als Leihspieler für die Mestis-Mannschaften Kiekko-Vantaa und KooKoo.  
Im April 2013 wechselte Liivik innerhalb der Liga zu den Espoo Blues und spielte dort in der Saison 2014/15 mit 11 Treffern sowie 17 Torvorlagen die bisher punktbeste Spielzeit seiner Karriere. Im November 2015 kehrte der Angreifer zu HIFK zurück und unterschrieb einen Dreijahresvertrag. Mit dem HIFK belegte er 2016 den zweiten Platz in der finnischen Meisterschaft. Anschließend verließ er den Verein trotz noch gültigen Vertrages und wechselte in die Svenska Hockeyligan zum Örebro HK.
In der Saison 2017/18 war er Assistenzkapitän der Mannschaft von KooKoo, die inzwischen in die Liiga (erste finnische Spielklasse) aufgestiegen war. Anschließend unterschrieb er im Juni 2018 einen Einjahresvertrag beim EC KAC aus der Erste Bank Eishockey Liga.

### International
Für Finnland nahm Liivik an der U20-Junioren-Weltmeisterschaft 2008 teil. In sechs Spielen bereitete er dabei ein Tor vor.

## Erfolge und Auszeichnungen
- 2011 Finnischer Meister mit HIFK Helsinki
- 2019 Österreichischer Meister mit dem EC KAC

## Karrierestatistik
(Legende zur Spielerstatistik: Sp oder GP = absolvierte Spiele; T oder G = erzielte Tore; V oder A = erzielte Assists; Pkt oder Pts = erzielte Scorerpunkte; SM oder PIM = erhaltene Strafminuten; +/− = Plus/Minus-Bilanz; PP = erzielte Überzahltore; SH = erzielte Unterzahltore; GW = erzielte Siegtore; 1 Play-downs/Relegation; Kursiv: Statistik nicht vollständig)